# Maliattha curvilinea
Maliattha curvilinea là một loài bướm đêm trong họ Noctuidae.